# Dendrotriton xolocalcae
Dendrotriton xolocalcae är en groddjursart som först beskrevs av Taylor 1941.  Dendrotriton xolocalcae ingår i släktet Dendrotriton och familjen lunglösa salamandrar. IUCN kategoriserar arten globalt som sårbar. Inga underarter finns listade i Catalogue of Life.